# Johannes Spittelmaier
Johannes Spittelmaier (* vor 1500 in Straubing; † nach 1535) war ein täuferischer Theologe und Prediger der täuferischen Kirche im mährischen Nikolsburg. Es findet sich auch die Namensform Hans Spittelmaier.

## Leben
Spittelmaier immatrikulierte sich wahrscheinlich 1514 an der Universität Ingolstadt, wo er bereits auf den Theologen Balthasar Hubmaier stieß. Später wirkte er als Pfarrer an der Nikolsburger Wenzelskirche. Spätestens hier muss sich  Spittelmaier der frühen von Luther ausgehenden reformatorischen Bewegung zugewandt haben. Nachdem auch Hubmaier im Sommer 1526 nach Nikolsburg gekommen war, schloss sich Spittelmaier schließlich der radikal-reformatorischen Täuferbewegung an und wurde zusammen mit Oswald Glait einer von Hubmaiers Mitarbeitern. Zusammen initiierten sie eine lokale täuferische Reformation, die Nikolsburg zu einem Zentrum der noch jungen Täuferbewegung machte. Im inner-täuferischen Konflikt über die Legitimität staatlicher Gewalt unterstützte Spittelmaier die Partei der um Hubmaier gebildeten Schwertler, während Glait sich den um Hut gebildeten Stäblern anschloss. Im März 1528 war Spittelmaier in einer Disputation noch bemüht den Riss zwischen den beiden Gruppen zu verhindern. Kurze Zeit später jedoch übersiedelte eine Gruppe Stäbler um Jakob Widemann nach Austerlitz und etablierte dort eine erste Täufergemeinde auf kommunitärer Basis. Nach Hubmaiers Verhaftung 1528 nahm Spittelmaier bald eine führende Position innerhalb der mehrere Kirchspiele umfassenden täuferischen Kirche im Raum Nikolsburg ein. Welchen Standpunkt er in dem zwischen 1529 und 1532 von Andreas Fischer und den Sabbatern initiierten Disput um den Sabbat einnahm, ist nicht bekannt. Im Juni 1535 war Spittelmaier einer der Mitunterzeichner des Glaubensbekenntnisses der fünf Prediger der Nikolsburger Täuferkirche, das noch stark von der Theologie Balthasar Hubmaiers geprägt war. Nach der Vertreibung der täuferischen Prediger der Nikolsburger Pfarrkirchen im Sommer 1535 liegt sein weiterer Lebensweg jedoch im Dunkeln.